# Batallón voluntario ucraniano Argo
El Batallón Argo fue un batallón de voluntarios ucranianos que lucharon del lado georgiano en la guerra de Abjasia, ocurrida entre 1992 y 1993.
El Batallón Argo llegó a Sujumi la primavera de 1993, al mando de Valeri Bobrovich, y entró en acción en la batalla de Shroma, pueblo estratégico al norte de la capital.
El batallón tuvo 7 muertos y 20 heridos. Algunos de sus miembros obtuvieron posteriormente la condecoración georgiana de "Vakhtang Gorgasali", incluyendo los 7 fallecidos póstumamente.